# Comana (gmina w okręgu Giurgiu)
Comana – gmina w Rumunii, w okręgu Giurgiu. Obejmuje miejscowości Budeni, Comana, Falaștoaca, Grădiștea i Vlad Țepeș. W 2011 roku liczyła 7222 mieszkańców. 